# Зисман, Нафтоли Азрильевич
Зисман Нафтоли Азрильевич (род. 13 июля 1928 года) — советский инженер по электронной технике.  Лауреат Государственной премии СССР (1977).

## Биография
Зисман Нафтоли Азрильевич   родился 13 июля 1928 года в  г. Могилев-Подольский Винницкой области УССР.
В 1949 году окончил Одесский электротехнический институт связи по специальности  инженер-электротехник.
По окончании института работал  на Уфимском заводе аппаратуры связи инженером, начальником лаборатории; с 1957 года работал в Уфимском конструкторском бюро «Кабель»,  с 1969 года  – в НИИ «Солитон» (КБ «Кабель») начальником, в 1991–1995 годах – генеральным директором.
Занимался  разработкой аппаратуры волоконно-оптических систем связи «Кинетика», «Перманент», «Сезон-1», системами передачи данных и средствами измерения: В-3-3, В-3-3С, ИПП-12, К12-12, СИП-240,  «Скворец», «Бирюза», «Таймыр», «Контейнер», «Топаз», «Азур» и др. 
Был инициатором работ по строительству в БАССР волоконно-оптической линии связи Уфа–Стерлитамак (1985–1988).

## Награды и звания
Государственная премия  СССР (1977) 
Ордена Трудового Красного Знамени (1971, 1986), медали.